# Întorsura Buzăului
Întorsura Buzăului là một thị xã thuộc hạt Covasna, România. Dân số thời điểm năm 2002 là 8905 người.